# Deltistes luxatus

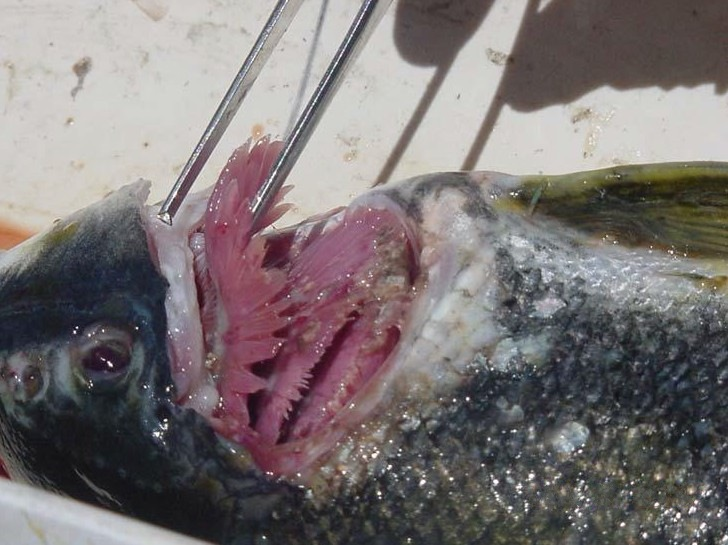
Lost River Sucker, Kiemen befallen mit Flavobacterium columnare

Deltistes luxatus (engl. Lost River Sucker) ist eine in Nordamerika heimische Saugkarpfenart. Sie ist der einzige noch lebende Vertreter aus der Gattung Deltistes und kommt in den US-Bundesstaaten Kalifornien und Oregon vor. Der Bestand ist stark dezimiert.

## Verbreitung und Lebensraum
Saugkarpfen gehören zu den verbreitetsten Fischen Kaliforniens. Die Verbreitung von Deltistes luxatus ist auf die amerikanische Westküste beschränkt. Der Lost River Sucker kommt endemisch im Upper Klamath Becken an der Grenze von Süd-Oregon und Nordkalifornien vor. So findet man ihn in den Nebenflüssen und Seen des Klamath wie dem Lost River, Tule Lake, Lower Klamath Lake, Sheepy Lake und dem Clear Lake. Das heutige Vorkommen ist auf den Upper Klamath Lake, seinen Nebenflüssen, den Clear Lake und seinen Nebenflüssen, den Tule Lake, einem Teil des Lost River unterhalb des Anderson-Rose Damms und oberhalb des CopCo-Stausees beschränkt. Er bevorzugt schnellfließende Gewässer sowie im Einmündungsbereich von sauerstoffreichen, tiefen Teiche und Seen mit Wassertemperaturen von 16 bis 24 °C als Lebensraum. Sauerstoffgehalte von weniger als 1,58 mg/l, ein pH-Wert über 10 und Wassertemperaturen von mehr als 31 °C können für Delistes luxatus tödlich sein.

## Beschreibung
Der Lost River Sucker gehört zu den größeren Saugkarpfen und kann bis zu einem Meter lang werden. Charakteristisch ist die lange Maulpartie und der kleine Höcker auf der Oberseite. Das Maul ist unterständig und er besitzt Schlundzähne. Der Rücken ist dunkel und die Seiten heller gefärbt, die Bauchpartie kann weiß oder gelblich gefärbt sein. Delistes luxatus kann bis 40 Jahre alt werden und erreicht seine Geschlechtsreife erst zwischen dem neunten oder vierzehnten Lebensjahr.

## Lebensweise
Der Lost River Sucker bildet im Februar und April Schwärme und laicht in Stromschnellen oder anderen rasch fließenden Gewässerpartien mit Stein- oder Kiesgrund. Die Rogner können dabei bis 235.000 Eier ablegen. Larven schlüpfen nach 40–50 Tagen. Die Jungfische suchen Schutz vor Raubfischen in der ufernahen Vegetation. Der Lost River Sucker ernährt sich am Boden von Detritus, tierischem Material, Zooplankton, Wirbellosen und Periphyton. Die Tiere wachsen relativ schnell. Innerhalb von fünf bis sechs Jahren können sie bereits eine Körperlänge von 35 bis 50 Zentimeter erreicht haben. Im Clear Lake (Modoc County) hält sich Delistes luxatus während der Wintermonate in tieferen Gewässerbereichen auf und verteilt sich im Sommer über die Fläche des ganzen Sees.

## Wirtschaftliche Bedeutung
Für die indigene Bevölkerung wie den Klamath- und Modoc-Indianern war der Lost River Sucker als sehr häufig vorkommender Fisch ein wichtiges Grundnahrungsmittel. Später verwendeten ihn Siedler als Viehfutter. In einer Konservenfabrik wurde er zu Fischkonserven und Öl verarbeitet. 

## Gefährdungsstatus
Das Vorkommen des Lost River Sucker sank stark mit dem Dammbau und der damit verbundenen Habitatfragmentierung, da isolierte Populationen entstehen und Gewässer nicht mehr durchgängig für Laichwanderungen sind. Auch andere anthropogene Einflüsse, wie die Begradigung von Fließgewässern, Trockenlegung von Sümpfen, Landnahme für die landwirtschaftliche Bewirtschaftung, Entwaldung, Beseitigung der Ufervegetation, Eutrophierung durch Phosphatdünger, Algenblüten durch Cyanobakterien, Bewässerungskanäle als natürliche Fallen, das Einbringen fremder Fischarten, ließen die Population von Deltistes luxatus stark schrumpfen und sind dafür verantwortlich, dass sich die Bestände bis heute noch nicht erholt haben. Krankheitserreger wie der Erreger der Kiemenfäule (Flavobacterium columnare) schwächen den noch vorhandenen Fischbestand.